# Leucophenga insulana
Leucophenga insulana är en tvåvingeart som först beskrevs av Ignaz Rudolph Schiner 1868.  Leucophenga insulana ingår i släktet Leucophenga och familjen daggflugor. Inga underarter finns listade i Catalogue of Life.